# Ida Dorrenboom
Ida Dorrenboom (Breda, 18 augustus 1881 – vermoedelijk Essen in Duitsland, 9 april 1951) was een Duitse celliste, muziektheoreticus en muziekpedagoge van Nederlands komaf.
Ze werd geboren in het gezin van organist Govert Dorrenboom en Marie Hedwig Völckers. Zelf bleef ze vermoedelijk ongetrouwd.
Ze kreeg haar muziekopleiding eerst van haar vader en aan het Conservatorium van Rotterdam. In 1902 speelde ze tijdens een concert in Rotterdam, waarbij het Rotterdamsch Nieuwsblad nog een onvolgroeid talent zag. Daarna ging ze studeren in Keulen (Friedrich Grützmacher) en Berlijn (Robert Hausmann).  Na die studies ging ze werken als kamermuzikante en muziekpedagoge. Vanaf 1911 was ze werkzaam aan het conservatorium van Danzig (dan Pruissen). In 1916 was ze verbonden aan de grote opera van Szczecin, een aantal jaren later was ze te vinden bij het stedelijk orkest van Essen onder leiding van August Max Fiedler.
Ze componeerde ook een Weinachtslied (vierstemmig koor) en een postludium voor orgel, maar die werken bleven in manuscriptvorm bij het Nederlands Muziekinstituut. 
- Gemeinsame Normdatei: 1159726361
- Virtual International Authority File: 2028152684007723430006